# Kwame Attram
Kwame Attram (Kumasi, 10 gennaio 1989) è un calciatore ghanese, attaccante dei Mufulira Wanderers.

## Carriera
Nella stagione 2009-2010 ha vinto la seconda divisione egiziana; in seguito ha giocato nella prima divisione thailandese ed in quella vietnamita, oltre che nella seconda divisione sudafricana.
Nel 2016 è passato allo Zanaco, con cui in seguito nel 2017 ha segnato un gol in 5 presenze nella CAF Champions League.

## Palmarès

### Club

#### Competizioni nazionali
- Egyptian Second Division: 1

Wadi Degla: 2009-2010
- Campionato zambiano: 1

Zanaco: 2016